# پناهندگان روهینگیا در بنگلادش

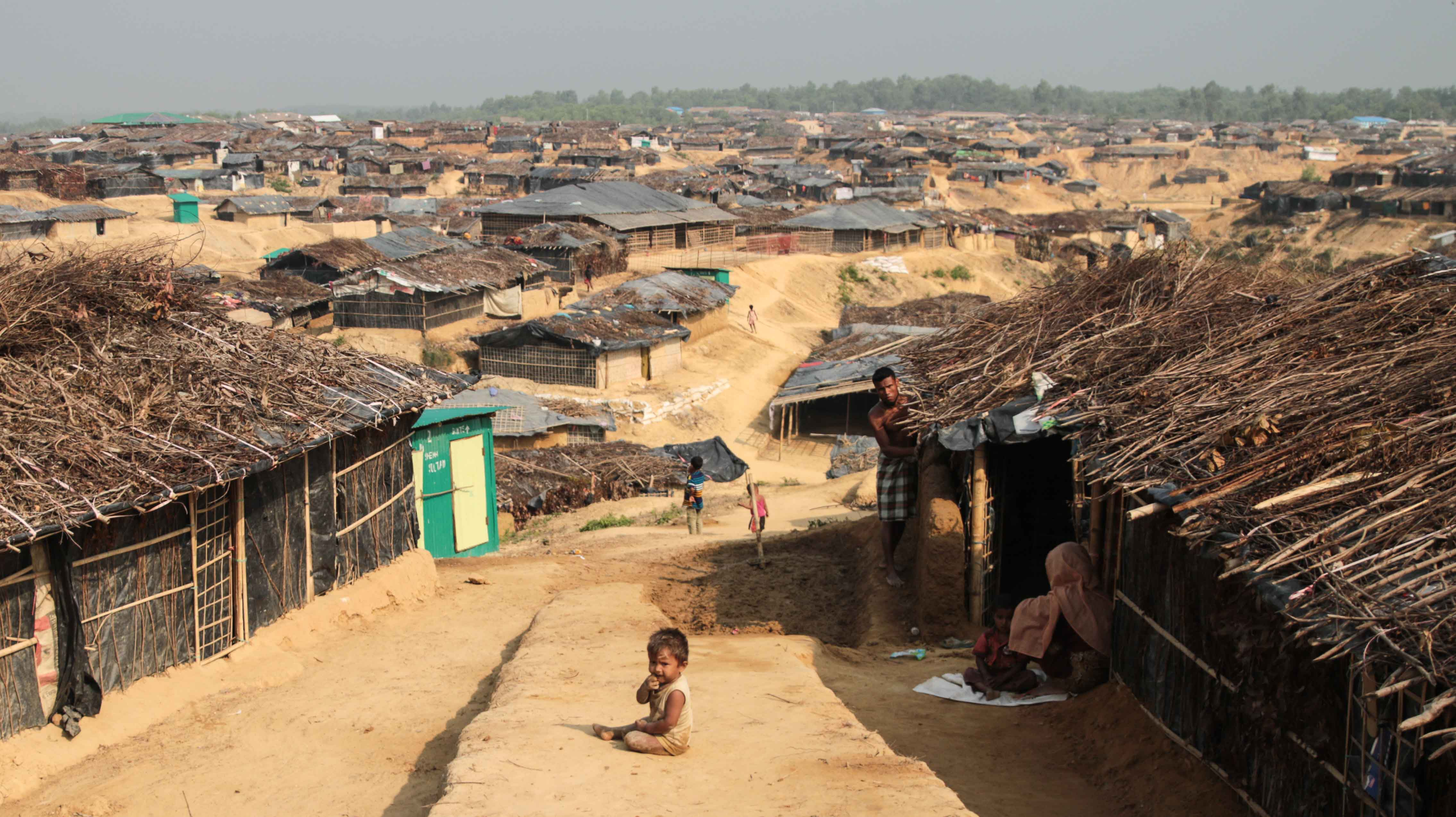
اردوگاه پناهندگان کوتوپالانگ در بنگلادش. (عکس توسط جان اوانز / VOA گرفته شده‌است)

پناهندگان روهینگیا در بنگلادش (انگلیسی: Rohingya refugees in Bangladesh) پناهندگان کشور میانمار هستند.

## پیشینه
از دسامبر ۲۰۱۷ قریب به ۶۵۵٫۰۰۰ تا ۷۰۰٫۰۰۰ نفر از مردم روهینگیا (مسلمان) که در ایالت راخین در غرب میانمار زندگی می‌کردند برای فرار از آزار و اذیت ارتش میانمار که حملاتشان را از ۲۵ اوت ۲۰۱۷ مجدداً آغاز کرده بودند به بنگلادش گریختند. در پی سلسله امواج خشونت‌های ارتش میانمار علیه شهروندان روهینگیا طی سه دهه گذشته بیش از این ۳۰۰٫۰۰۰پناهنده روهینگیا به بنگلادش سرازیر شده بودند. علاوه بر این پناهندگان روهینگیا که در حیدرآباد هند در شرایط ناامنی به سر می‌برند تلاش دارند مانند پناهندگان روهینگیا به بنگلادش بیایند.

## تاریخچه
روهینگیا اقلیت مسلمان در میانمار هستند که از نظر بودایی‌های میانمار مهاجران غیرقانونی به‌شمار می‌روند که از بنگلادش به میانمار آمده‌اند. براساس قوانینی که در زمان حکومت نظامیان در میانمار تدوین شد، مسلمانان روهینگیا از جمله اقوام تشکیل دهنده ملت میانمار محسوب نمی‌شوند و از بسیاری از خدمات دولتی و منافع شهروندی محروم هستند و سازمان ملل این اقلیت را «بزرگ‌ترین جمعیت بدون تابعیت» در جهان توصیف کرده‌است. از دهه ۱۹۷۰ پناهندگان روهینگیا از میانمار به بنگلادش آمده‌اند. در دهه ۱۹۹۰ بیش از ۲۵۰٫۰۰۰ در اردوگاه‌های پناهندگان در بنگلادش ساکن شدند. اما در اوایل ۲۰۰۰، تنها ۲۰٫۰۰۰نفر برخلاف میل و اراده خودشان به میانمار بازگردانده شدند تا این که طبق برآوردی در سال ۲۰۱۷ حدود ۳۰۰٫۰۰۰ تا ۵۰۰٫۰۰۰ روهینگیایی در بنگلادش به سر می‌برند. دولت میانمار اقلیت مسلمان روهینگیا را غیرقانونی به‌شمار می‌آورد. دولت بنگلادش نیز درقبال پناهندگان و «مهاجران غیرقانونی» سیاست بسیار سرسختانه‌ای دارد و از ورود آنها نیز جلوگیری می‌کند و از میانمار خواسته‌است تا پناهندگان را بازداشت کند. اکثریت قریب به ۲۰۰٫۰۰۰ نفر از پناهندگان روهینگیا توسط دولت بنگلادش ثبت نام نشده‌اند و از میان پناهندگان فقط ۳۲ هزار پناهنده توسط کمیساریای عالی پناهندگان سازمان ملل متحد و دولت بنگلادش به ثبت رسیده‌اند.
شهروندان روهینگیا توسط نیروهای امنیتی و افراط گرایان بودایی در میانمار مورد آزار و اذیت قرار می‌گیرند، اما دولت میانمار تعرض به شهروندان روهینگیا را انکار کرده‌است.
دولت میانمار از واژه «بنگالی» برای اشاره به این اقلیت استفاده می‌کند؛ به معنی افرادی که به‌طور غیرقانونی از بنگلادش وارد میانمار شده‌اند. روزنامه‌های دولتی میانمار از آنها با الفاظی چون «سیاه»، «عرب» یا «بنگلادشی» نام می‌برند.
سازمان عفو بین‌الملل در گزارش دسامبر ۲۰۱۶ اظهار داشت که نیروهای امنیتی میانمار مرتکب تجاوز، کشتار غیرقانونی و تدفین خانه‌های مسکونی شهروندان روهینگیا شده‌اند.
در حالی که هویت قانونی این افراد در ارتباط با سازمان ملل متحد هنوز نامشخص است، پس از مردم فلسطینی، مسلمانان روهینگیا بزرگ‌ترین جمعیت بی‌تابعیت جهان را تشکیل می‌دهند. به طوریکه یک دهم از کل جمعیت بی‌تابعیت جهان، مسلمان روهینگیا هستند.

## جابجایی
در سال ۲۰۱۵ دولت بنگلادش یک طرح جابجایی پناهندگان روهینگیا را به عنوان پیشنهاد مطرح کرد تا آنها را به جزیره دورافتاده تنگار چار در خلیج بنگال  منتقل کند. این طرح واکنشی در قبال انتقاداتی بود که از طرف سازمان‌ها و فعالان حقوق بشری و کمیساریای عالی پناهندگان سازمان ملل مطرح شده بود.
با این حال بین اکتبر و نوامبر ۲۰۱۶ هنگامی‌که حدود ۶۵ هزار پناهنده روهینگیا از میانمار وارد بنگلادش شدند. دولت این کشور تصمیم‌گیری جابجایی پناهندگان به جزیره دورافتاده تنگار چار را فعال کرد. ارتش بنگلادش وظیفه ساخت این جزیره را برای پناهندگان در دستور کار دارد.

## مشکلات بهداشتی در اردوگاه
استقرار توده عظیمی از پناهندگان روهینگیا در یک منطقه کوچک، باعث شده تا آنها از بسیاری از مشکلات بهداشتی و سلامتی رنج ببرند. در ۱۲ نوامبر ۹ نفر از ۷۰۰ روهینگیایی که به مرض دیفتری مبتلا شده بودند درگذشتند.